# Jean-Noël Paquot
Pour les articles homonymes, voir Paquot.
Jean-Noël Paquot, en latin Joannes Natalis Paquot, né à Florennes en 1722 et mort à Liège en 1803, est un théologien, historien, hébraïsant et bibliographe des anciens Pays-Bas.

## Éléments de biographie
Après des humanités au collège des jésuites de Liège, il va se former à l'université de Louvain, d'où il sort licencié en théologie en 1751 ; en 1746 il avait reçu le sacrement de l'ordre.
Il devient de 1755 à 1772 professeur d'hébreu au Collège des trois langues, qui avait été absorbé par l'université. En 1756, il devient chanoine de l'église Saint-Pierre et, en 1760, président du collège de Houterlé. L'impératrice Marie-Thérèse lui confère le titre de conseiller historiographe en 1762 à la suite de ses travaux tentant de donner une histoire littéraire à la Belgique et aux Provinces-Unies. 
Il est également l'un des premiers membres de la Société littéraire de Bruxelles fondée en 1769 (et qui deviendra par la suite l'Académie des Sciences et Belles-Lettres). La même année, il devient bibliothécaire à l'université de Louvain.
Il quitte son poste de professeur et celui de bibliothécaire à l'université de Louvain en 1771, et travaille dès l'année suivante pendant un nombre d'années incertain (entre 2 et 8 ans) pour le duc d'Aremberg à Bruxelles. Il est son bibliothécaire, chargé de recomposer l'histoire familiale du duc. Il séjourne par la suite à l'abbaye de Gembloux. 
En 1782, l'empereur lui supprime sa pension. Et en 1787, habitant désormais à Liège, il est nommé par le prince-évêque Hoensbroeck, professeur d'Écriture-Sainte et bibliothécaire du séminaire. Il donne ses cours jusqu'en 1794.

## Œuvre
À côté de travaux d'érudition en latin, c'est en français qu'il écrit un livre englobant toute l'histoire littéraire de Belgique, latine, française, néerlandaise ou tudesque, qui est la plus importante fresque de plus de mille ans d'activité littéraire ininterrompue dans ce pays et qui en reste la clef pour y pénétrer et en comprendre l'ampleur, la largeur et la profondeur.
Cette œuvre inégalée s'intitule : Mémoires pour servir à l'histoire littéraire des dix-sept provinces des Pays-Bas, de la principauté de Liège, et de quelques contrées voisines, Louvain, 1763–1770; 18 volumes petit in-8° ou en trois volumes in-folio, Louvain, 1765–1770.